# Ilan Pappé
Ilan Pappé (ook gespeld als Ilan Pappe) (Hebreeuws: אילן פפה) (Haifa, 7 november 1954) is een Israëlische historicus en politiek wetenschapper.

## Biografie
In 1954 werd Pappé geboren in Haifa als zoon van Duitse Joden die nazi-Duitsland waren ontvlucht in de jaren dertig. Op 18-jarige leeftijd vervulde hij zijn legerdienst en beleefde de Jom Kipoer-oorlog in 1973 als militair in dienst op de Golanhoogvlakte. Hij behaalde een bachelor aan de Hebreeuwse Universiteit van Jeruzalem en trok naar de Universiteit van Oxford om verder geschiedenis te studeren. In 1984 promoveerde hij aldaar onder de supervisie van Albert Hourani and Roger Owen met een proefschrift dat ook zijn eerste boek werd: Britain and the Arab-Israeli Conflict, 1948–1951.
In 1984 werd hij lector in de politieke wetenschappen aan de Universiteit van Haifa. Eveneens was hij van 1993 tot 2000 werkzaam als academisch directeur van het Givat Haviva's Joods-Arabisch Centrum voor Vrede en zat hij van 2000 tot 2008 het Emil Touma Instituut voor Palestijnse studies voor. Tussentijds trachtte hij als lid van Hadash in 1996 en 1999 vergeefs in de Knesset verkozen te worden.
Pappé wordt gezien als een van de Nieuwe Historici, die gebruik makend van bronnen uit de Israëlische archieven die sinds de jaren 1990 geopenbaard zijn, tot een herinterpretatie zijn gekomen van het gangbare verhaal over de (ontstaans)geschiedenis van Israël en de analyse van de gebeurtenissen rond de verdrijving van Palestijnen uit Israël en de daarop volgende Arabisch-Israëlische Oorlog van 1948. Feitelijk onderbouwd heeft hij duidelijk gemaakt aan dat de Joods fascistische milities Irgun en Stern Gang en later de Hagana het Palestijnse volk bewust hebben verdreven als onderdeel van een zelfs al voor de oorlog opgesteld plan. Verdrijving van Palestijnen was noodzakelijk om een levensvatbare Joodse Staat te  creëeren met een demografisch overwicht van Joden (in 1947 nog slechts 30%) en voldoende grondbezit (in 1947 was 85% van de grond nog particulier Palestijns eigendom).  
Inmiddels wordt deze nieuwe lezing van  de ontstaansgeschiedenis breed gesteund door historici en wetenschappers wereldwijd. Er is een steeds bredere consensus over het zionisme als een (gewelddadig) project van vestigingskolonialisme: samenwerking tussen neo-koloniale machten en zionistische Joden die een Joodse staat wensten om aan vervolging in Europa te ontkomen hebben ertoe geleid dat Palestijnse moslims die in 1900 nog 80% van de bevolking uitmaakten 50 jaar later bijna al hun grond en bezittingen zijn verloren en verdreven naar kampen in de regio. Vanuit het Israëlisch parlement en het Universiteiten is er begin deze eeuw veel verzet  geweest tegen Ilan Pappé en een lastercampagne gevoerd  , die zo heftig werd dat hij (net als andere collega’s zoals Avi Schlaim en Norman Finkelstein) in 2007 als dissident naar Engeland is uitgeweken waar hij sindsdien hoogleraar is in de geschiedenis aan de Universiteit van Exeter.

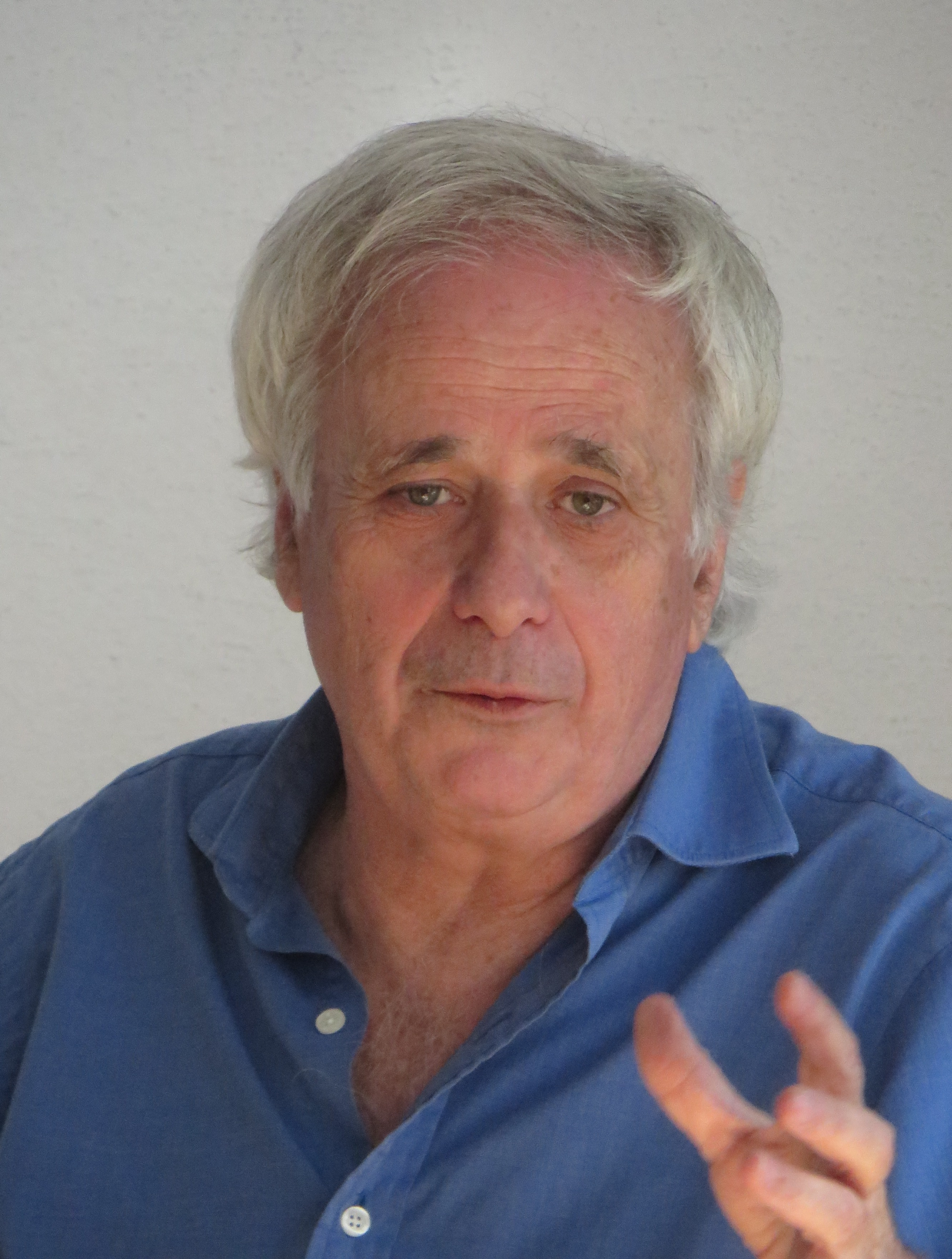
Ilan Pappé (2017)

In augustus 2015 was Pappé medeondertekenaar van een brief waarin kritiek werd geuit op een artikel in The Jewish Chronicle over de banden van Jeremy Corbyn met vermeende antisemieten en Holocaustontkenners.

## Artikelen
- "Towards a Geography of Peace: Whither Gaza?", The Electronic Intifada (18 juni 2007).
- "Calling a Spade a Spade: The 1948 Ethnic Cleansing of Palestine", artikel in al-Majdal Magazine (Spring 2006), geraadpleegd op 17 mei 2007.
- "Back the boycott," The Guardian, (24 mei 2005).
- "The '48 Nakba & The Zionist Quest for its Completion", Between The Lines (oktober 2002), geraadpleegd op 23 februari 2012.
- Destruction of al-Aqsa is no conspiracy theory, The Electronic Intifada, 10 November 2015.

## Boeken
- Britain and the Arab-Israeli Conflict, 1948–1951 (London: St. Antony's College Series, Macmillan Publishers|Macmillan Press; New York: St. Martin's Press, 1988). ISBN 0-312-01573-9
- The Making of the Arab-Israeli Conflict, 1947–1951 (London and New York: I.B. Tauris, 1992; 1994). ISBN 1-85043-819-6
- (met J. Nevo). Jordan in the Middle East: The Making of a Pivotal State (London: Frank Cass, 1994). ISBN 0-7146-3454-9
- (met M. Maoz). History From Within: Politics and Ideas in Middle East (London and New York: Tauris, 1997). ISBN 1-86064-012-5
- The Israel-Palestine Question (London and New York: Routledge, 1999; 2006). ISBN 0-415-16948-8
- The Aristocracy: The Husaynis; A Political Biography (Jerusalem: Mossad Byalik, (Hebrew), 2003).
- (met Jamil Hilal). Parlare Con il Nemico, Narrazioni palestinesi e israeliane a confronto (Milano: Bollati Boringhieri, 2004).
- A History of Modern Palestine: One Land, Two Peoples (Cambridge University Press, 2004), ISBN 0-521-55632-5
- The Modern Middle East (London and New York: Routledge, 2005). ISBN 0-415-21409-2
- The Ethnic Cleansing of Palestine (London and New York: Oneworld, 2006). ISBN 1-85168-467-0 (vertaald als De etnische zuivering van Palestina, 2008, ISBN 978-90-597-7299-1)
- The Rise and Fall of a Palestinian Dynasty: The Husaynis, 1700–1948 (London: Saqi Books, 2010)
- Out of the Frame: The Struggle for Academic Freedom in Israel (London: Pluto Press , 2010)
- (met Noam Chomsky) Gaza in Crisis|Gaza in Crisis: Reflections on Israel's War Against the Palestinians (Hamish Hamilton, 2010). ISBN 978-0-241-14506-7
- The Forgotten Palestinians: A History of the Palestinians in Israel (New Haven, CT: Yale University Press, 2011)
- "The Boycott Will Work: An Israeli Perspective" in Audrea Lim (ed.)  The Case for Sanctions Against Israel (London & Brooklyn, NY : Verso , 2012)
- The Bureaucracy of Evil: The History of the Israeli Occupation (Oxford: Oneworld Publications , 2012)
- The Idea of Israel: A History of Power and Knowledge (New York: Verso , 2014)
- The Biggest Prison on Earth: A History of the Occupied Territories (Oxford: Oneworld Publications,2017); ISBN 978-1-851-68587-5